# Philippe Halsman

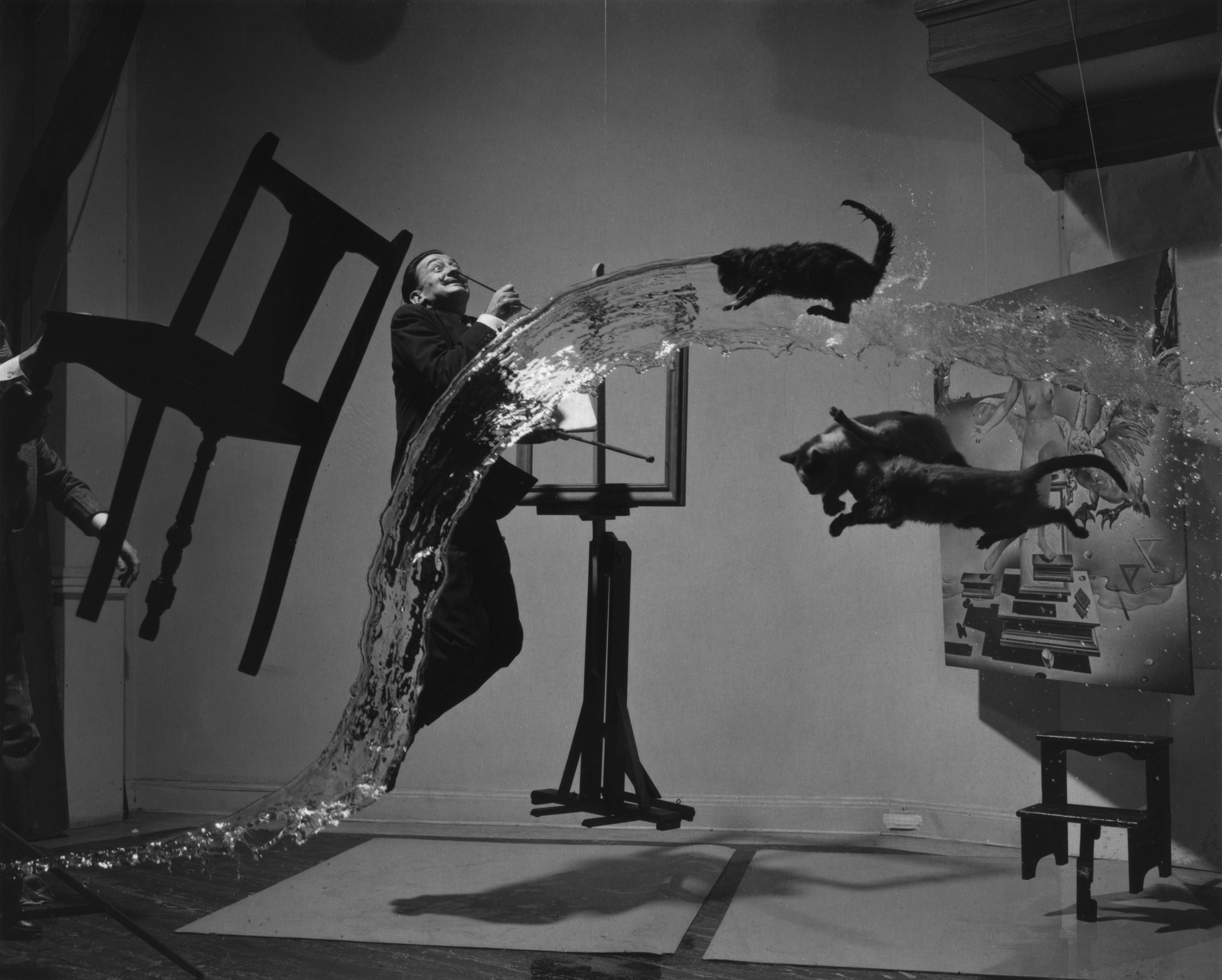
Trabalho de 1948 com Salvador Dalí saltando no ar com gatos, e balde de água

Philippe Halsman (em russo:  Филипп Халсман; em letão:  Filips Halsmans; Riga, 2 de maio de 1906 – Nova Iorque, 25 de junho de 1979) foi um fotógrafo estadunidense. Nasceu em Riga, então parte do Império Russo, depois pertencente à Letônia.

## Vida e obra
Nascido numa família judaica, filho de Morduch Halsman, um dentista e de Ita Grintuch, uma professora, ele estudou engenharia elétrica em Dresden.
Em setembro de 1928, com 22 anos, foi acusado da morte do próprio pai, durante uma caminhada numa trilha no Tirol austríaco, uma área com elevado índice de antissemitismo. Foi julgado e sentenciado a dez anos de trabalhos forçados, tendo passado alguns períodos em confinamento solitário. Sua irmã Liouba trabalhou pela sua libertação, obtendo suporte de importantes intelectuais europeus, incluindo Freud, Einstein, Thomas Mann, Henri Hertz, and Paul Painlevé, que atestaram sua inocência. Ele acabou perdoado e libertado em 1930.
Halsman deixou a Austria pela França, onde começou a contribuir com trabalhos fotográficos para a Vogue e foi ganhando reputação de um bom retratista. Quando começou a Segunda Guerra Mundial, com a invasão da França pelos nazistas, se deslocou para Marselha, acabou conseguindo um visto para os Estados Unidos, auxiliado pela família de Albert Einstein, mais tarde (1947) o objeto de uma de suas mais famosas fotografias.
Ao chegar à América, continuou trabalhando como fotógrafo de moda, seu primeiro grande sucesso foi uma campanha para a empresa de cosméticos Elizabeth Arden, usando a imagem da modelo Constance Ford  em frente à bandeira americana em anúncios  do baton "Victory Red".
Um ano depois começou a trabalhar para a revista LIFE, fotografando chapéus, um retrato de uma modelo usando um chapéu Lilly Daché foi a primeira das muitas capas da revista com trabalhos seus.
Em 1941, Halsman conheceu Salvador Dalí, começaram a colaborar no final da década de 1940 . O trabalho de 1948 Dalí Atomicus explora a ideia de suspensão, mostrando três gatos voadores, um balde de água jogado e Dalí no ar. O título da fotografia é uma referência à obra de Dalí  Leda Atômica , que pode ser visto no lado direito da fotografia atrás dos dois gatos. Halsman informou que fez 28 tentativas até alcançar um resultado satisfatório.
Em 1947, Halsman fez o que viria a se tornar uma de suas fotos mais famosas, um triste Albert Einstein, que durante a sessão de fotografia contou seus arrependimentos sobre seu papel nos Estados Unidos, pesquisando a bomba atômica. A foto seria usado mais tarde, em 1966, em um selo dos EUA e, em 1999, na capa da Time, nomeando Einstein a "Pessoa do século ".
Em 1949 Halsman publicou um livro de fotos do cômico Fernandel, The Frenchman (O francês), uma entrevista em que Halsman faz perguntas (como "Como você gosta da América?", "O que você prefere abrir mão - mulheres ou alho?", "Você sabe que a castidade fortalece seus poderes mentais?" e " Você não acha que a superioridade da arte moderna se baseia no fato de que, ao recuar para o reino da irrealidade, ela invade a esfera da libido do inconsciente?"). A resposta de Fernandel a cada pergunta é na forma de uma foto de página inteira, mostrando sua expressão facial.
Em 1951, Halsman foi contratado pela NBC para fotografar vários comediantes populares da época, incluindo Milton Berle, Sid Caesar, Groucho Marx e Bob Hope. Ao fotografar os comediantes, vários posaram saltando no ar, o que passou a inspirar trabalhos posteriores, imagens de celebridades também saltando no ar, incluindo O Duque e  Duquesa de Windsor, Marilyn Monroe, María Félix e Richard Nixon. Essa série de 178 fotos saltando no ar, conhecida como "jump se tornou uma das marcas registradas do fotógrafo.
Publicou o livro Philippe Halsman's Jump Book em 1959, com um texto seu descrevendo a "jumpology" e muitas fotos de celebridades saltando no ar. Em 2007 fio biografado no filme "Jump!, onde Ben Silverstone  representou seu papel.

## Halsman on the Creation of Photographic Ideas
Seu livro de 1961, Halsman on the Creation of Photographic Ideas, discutiu maneiras para os fotógrafos produzirem peças incomuns de trabalho seguindo seis regras:
- a regra da abordagem direta;
- a regra da técnica incomum;
- a regra do recurso incomum adicionado;
- a regra do recurso ausente;
- a regra das características compostas;
- a regra do método literal ou ideográfico.

Em sua primeira regra, Halsman explica que ser direto e simples cria uma fotografia forte.
Para tornar um assunto comum e desinteressante interessante e incomum, sua segunda regra lista uma variedade de técnicas fotográficas, incluindo iluminação incomum, ângulo incomum, composição incomum, etc.
A regra do recurso incomum adicionado é um esforço do fotógrafo para capturar a atenção do público, atraindo seus olhos para algo inesperado, introduzindo um recurso ou adereço incomum na fotografia. Por exemplo, a fotografia de um garotinho segurando uma granada de mão por Diane Arbus contém o que Halsman chamaria de um recurso incomum adicionado.
A quarta regra de Halsman de "o recurso que falta" estimula o espectador ao contrariar suas expectativas.
A quinta regra lista o fotógrafo para combinar as outras regras para adicionar originalidade à sua foto.
Finalmente, o método literal ou ideográfico de Halsman é ilustrar uma mensagem em uma fotografia retratando o assunto da forma mais clara possível.